# Philomacroploea cameroni
Philomacroploea cameroni är en stekelart som beskrevs av Subba Rao och Sharma 1960. Philomacroploea cameroni ingår i släktet Philomacroploea och familjen bracksteklar. Inga underarter finns listade i Catalogue of Life.